# Стіжкове
Стіжкове́ — село Хрестівської міської громади Горлівського району Донецької області, Україна. Населення становить 185 осіб.

## Загальні відомості
Відстань до райцентру становить близько 11 км і проходить автошляхом місцевого значення.
Селище розташоване між смт Стіжківське, Московське, Контарне та с-щем. Чумаки Шахтарської міської ради Донецької області.
Унаслідок російської військової агресії Стіжкове перебуває на території ОРДЛО.

## Населення

### Мова
Розподіл населення за рідною мовою за даними перепису 2001 року:
| Мова       | Кількість | Відсоток |
| ---------- | --------- | -------- |
| російська  | 177       | 95.68%   |
| українська | 8         | 4.32%    |
| Усього     | 185       | 100%     |